# Contrexéville Challenger
Il Contrexéville Challenger è stato un torneo professionistico di tennis giocato su campi in terra rossa. Faceva parte dell'ATP Challenger Series. Si giocava annualmente a Contrexéville in Francia.

## Albo d'oro

### Singolare
| Anno | Campione            | Finalista          | Punteggio     |
| ---- | ------------------- | ------------------ | ------------- |
| 2000 | Vincenzo Santopadre | Olivier Patience   | 7–5, 6–2      |
| 1999 | Ronald Agénor       | Gérard Solvès      | 7–6, 6–2      |
| 1998 | Younes El Aynaoui   | Arnaud Di Pasquale | 6–4, 6–7, 6–0 |
| 1997 | Julián Alonso       | Andrea Gaudenzi    | 6–4, 6–3      |

### Doppio
| Anno | Campioni                       | Finalisti                           | Punteggio     |
| ---- | ------------------------------ | ----------------------------------- | ------------- |
| 2000 | Julien Benneteau Nicolas Mahut | Jean-René Lisnard Olivier Patience  | 6–3, 7–6(4)   |
| 1999 | Jérôme Hanquez Régis Lavergne  | Rodolphe Gilbert Stéphane Huet      | 6–4, 6–2      |
| 1998 | Diego del Río Martin Rodriguez | Álex López Morón Jairo Velasco, Jr. | 7–6, 4–6, 6–4 |
| 1997 | Petr Luxa David Škoch          | Brent Haygarth Greg Van Emburgh     | 6–4, 6–2      |